# Usszuri
Az Usszuri (oroszul: Уссури, kínaiul: 乌苏里江, Vuszuli csiang (Wūsūlǐ jiāng)) folyó Kína és Oroszország határán, az Amur legnagyobb hozamú, jobb oldali mellékfolyója.

## Földrajz
Hossza: kb. 897 km, vízgyűjtő területe: 193 000 km², évi közepes vízhozama: 1150 m³/s.
Oroszországban, a Szihote-Aliny hegylánc déli részén ered, majd útját zömében északnak folytatva jelentős szakaszán, egészen a Habarovszknál található torkolatáig a kínai–orosz határon folyik. Novembertől áprilisig többnyire befagy, utána viszont tavasszal és – a monszun következtében – nyáron is nagy árvízhullámok vonulnak le rajta. A partján épült Leszozavodszknál keresztezi a folyót a transzszibériai vasútvonal.
Legnagyobb mellékfolyói:
- balról, Kína Hejlungcsiang tartományában a Muling (577 km), a Naoli (596 km) és a Hanka-tó vizét levezető Szingacsa (kb. 200 km)
- jobbról, Oroszország Tengermelléki határterületén a Bikin (560 km), a Hor (453 km) és a Nagy-Usszurka (régi nevén: Iman, 440 km).

## Egyéb
Számos állatfaj – egyebek mellett az usszuri barna medve (Ursus arctos lasiotus) – viseli a nevét.
A folyót és térségét, így a Szihote-Alinyt térképezte fel 1902 és 1908 között a nanáj vadász Derszu Uzala segítségével Vlagyimir Arszenyjev, amelyről két nagy sikerű könyvet (Az Usszuri vidékén (По Уссурийкому краю) (1921) és Derszu Uzala (1923)) írt, s amelyekből Kuroszava Akira forgatta a Derszu Uzala című filmet.